# Hiseville, Kentucky
Hiseville, Kentucky (енгл. Hiseville) насељено је место без административног статуса у америчкој савезној држави Кентаки.

## Демографија
По попису из 2010. године број становника је 240, што је 16 (7,1%) становника више него 2000. године.
| Група             | 2000.       | 2010.       |
| Белци             | 222 (99,1%) | 225 (93,8%) |
| Афроамериканци    | 1 (0,4%)    | 2 (0,8%)    |
| Азијати           | 0 (0,0%)    | 0 (0,0%)    |
| Хиспаноамериканци | 0 (0,0%)    | 12 (5,0%)   |
| Укупно            | 224         | 240         |